# غوستافو دولانتو
غوستافو دولانتو (بالإسبانية: Gustavo Dulanto)‏ (5 سبتمبر 1995 بليما في بيرو - ) هو لاعب كرة قدم بيروفي في مركز الدفاع. لعب مع الجامعي دي بيرو.

## وصلات خارجية
- غوستافو دولانتو على موقع الاتحاد الأوربي (الإنجليزية)
- غوستافو دولانتو على موقع قاعدة بيانات كرة القدم.إي يو (الإنجليزية)
- غوستافو دولانتو على موقع Soccerway.com (الإنجليزية)
- غوستافو دولانتو على موقع AS.com (الإسبانية)